# 見まわせば二人
『見まわせば二人』（みまわせばふたり）は、1981年6月23日から1981年8月11日まで、日本テレビ系列の「火曜劇場」（毎週火曜日22:00〜22:54）にて放映されたテレビドラマ。全8話。

## 概要・内容
44歳の広告代理店の制作部長・桂木健次と、5歳年下のイラストレーター・杏子の夫婦は、結婚七年目で、新婚当時の感動も無くなり、何となく毎日を過ごすようになっていた。しかし、健次の友人の病死がきっかけで、健次の心が乱れ始め、杏子を突き放して離婚を切り出した。しかしお互い独身として過ごした後で、結局“見まわせば二人”しかいないことに気付き、元の鞘に納まっていく…。そんな中年夫婦の離婚願望、サラリーマンとしての生き方と悲哀を通して、愛についてを描いたラブコメディ。
「クリスタル夫婦」が当時の番組宣伝のキャッチコピーであり、台詞には、マイホーム主義を皮肉ったものも盛り込まれた。

## キャスト
- 桂木杏子：十朱幸代
- 桂木健次：緒形拳
- 宝田妙子：加賀まりこ
- 更科淳之介：細川俊之
- マリ：かたせ梨乃
- 千田：名古屋章
- 桂木冬子：鹿取洋子 - 健次の娘
- 木村雅一：高橋昌也 - 健次の友人で、商社マン
- 横井伸：丹波義隆
- 竹下：下條アトム
- 北川：長谷川哲夫
- 絹子：三崎奈美
- 円麗：沢田和美
- 重代：宗方奈美 - 健次の前妻
- スナック「昼と夜」の弾き語り：清野由美

## スタッフ
- 脚本：福田陽一郎
- 演出：佐光千尋（第1話～第5話）、新沢浩（第6話～第8話）
- 制作：日本テレビ

## 主題歌
- 十朱幸代『ピローフレンド』（作詞：阿久悠、作曲：三木たかし、編曲：川口真）